# سیارک ۲۵۱۱۵
سیارک ۲۵۱۱۵ (به انگلیسی: 25115 Drago، نامگذاری:1998RP66) بیست و پنج هزار و صد و پانزدهمین سیارک کشف شده‌است که در ۱۴ سپتامبر ۱۹۹۸ کشف شد.
قدر مطلق سیارک برابر ۱۷.۸ است.